# 吳東興
吳東興（1939年—2020年8月20日），台灣企業家，新竹市人，前新光三越百貨董事長。

## 學歷
吳東興是新光集團主要創辦人吳火獅之兄吳金龍的長子。畢業於新竹中學、東吳大學外文系。

## 經歷
1974年新光集團由吳火獅主導成立新光百貨，由吳東興擔任總經理。擔任新光三越百貨與新光三越文教基金會董事長直至病逝。

## 家庭
吳東興與妻吳彭吟芳育有三子，分別為吳昕達、吳昕陽和吳昕昌。

## 個人興趣
吳東興熱愛攝影，就讀大學時就曾獲得數個攝影比賽獎項，並開辦過個人攝影展。2007年起舉辦「新光三越國際攝影聯展系列活動」。
吳東興於1962年擔任東吳大學攝影社社長時，與攝影記者黃則修進入當時是軍事管制區的野柳風景特定區攝影。同年與黃則修共同舉辦攝影展，並命名「女王頭」等多個野柳地景。讓野柳的地景聞名於台灣，甚至迫使當局開放野柳成為觀光區。